# 周玘
周玘（258年—313年），字宣佩，義興陽羨（今江蘇宜興）人。周玘出身江南豪族義興周氏，父親是晉建威將軍周處。周玘在晉官至建武將軍，因有三定江南之功勳而獲封爵並為此建義興郡，然而後來因與僑姓士族的矛盾而圖謀起兵，失敗而憂憤而亡。

## 生平
周玘為人剛強堅毅、深沈果斷，有父親的風範，但文學上就及不上父親了。周玘自少都修正身心，關起門戶不隨便與人交往出遊，故士人朋友都對他很敬憚，他在江東名聲亦很重。成年後，周玘不應州郡辟命，後來有位新上任的揚州刺史招他為別駕從事，表現謙虛並準備好禮節招請，這樣周玘才應命。後周玘獲舉薦到宰府，舉秀才，也當過議郎。

### 三定江南
太安二年（303年），義陽蠻張昌起兵作亂，又派了部將石冰侵襲揚州，揚州刺史陳徽出奔，遂令揚州陷於石冰之手。周玘為了起兵討伐石冰，於是暗中聯結了前南平內史王矩，二人共推吳興太守顧祕都督揚州九郡軍事，最終和江東諸人一同起兵，先斬殺石冰派的吳興太守區山及其屬吏，接著擊破石冰派往抵禦自己的部將，陣斬統軍的羌毒。周玘隨後與廣陵度支陳敏聯手抗擊石冰，聯軍終在建鄴擊敗石冰，逼其北歸徐州的封雲。不久石冰及封雲雙雙被殺，徐揚二州復歸安定，周玘卻不問賞賜，解散了部眾就還家。
永興二年（305年），陳敏據歷陽起事圖謀割據，廣授江東士族人士官職，其中周玘就獲得一個安豐太守，加四品將軍的職位，但周玘不欲支持他，稱疾不動。廬江內史華譚見很多江東士族都接受了陳敏任命，於是寫書斥責諸人；周玘等人本就不想臣於陳敏，見書信就更感慚愧，於是決意參與平定陳敏。周玘秘密聯結時駐壽春的都督揚州諸軍事劉準，請他派兵過江，由他作內應，並剪下頭髮作信物。劉準於是派兵兵向歷陽。陳敏派弟弟陳昶出兵烏江作應對，但周玘卻策反了陳昶司馬，與其同郡的吳興人錢廣，終讓錢廣殺陳昶背叛陳敏。接著顧榮又成功讓陳敏派來討伐錢廣的甘卓倒戈，眾人聯手之下讓陳敏部眾潰散，陳敏出逃被擒處死。陳敏之亂被平定，東海王司馬越亦聽聞其名氣，徵召他當自己的參軍，後又獲詔命補尚書郎、散騎郎，但周玘都不肯應命。永嘉元年（307年），鎮東將軍、琅邪王司馬睿移鎮建鄴，以周玘為倉曹屬。
陳敏之亂時，吳興人錢璯也起兵討伐陳敏，事後獲司馬越授建武將軍，並命他領眾到京師洛陽。可是錢璯到了廣陵時就因聽聞劉聰進攻洛陽而不敢前進，面對進軍限期壓逼，錢璯竟然反叛。錢璯後來進襲吳興郡，司馬睿派了郭逸、宋典領軍討伐，但因兵少而未敢前進。周玘此時又結集義兵，與郭逸聯手進擊錢璯，將其斬殺並傳首建康。
周玘三定江南之舉，朝廷遂以其行建威將軍、吳興太守，封烏程縣侯。而曾受戰火破壞的吳興郡亦在周玘的治理下，一年間就由百姓饑餓，盜賊橫行的狀況變成全境安定，他亦很受郡人敬愛。朝廷亦為表彰其建義之功，將周玘家鄉陽羨縣從吳興郡中分出，再從吳興郡下長城縣中分出義鄉、國山、臨津三縣，以及將丹楊郡下永世縣割成平陵及永世兩縣，以此六縣建立「義興郡」。

### 憤恨而逝
周玘宗族強盛，又得人心，司馬睿本身也有所忌憚。而當時北來的僑姓士族因為擁戴司馬睿移鎮而掌握實權重位，周玘本身就因仕途不樂觀而有不滿，而又遭渤海刁氏的刁協輕視，就更加感恥辱羞憤。當時為鎮東將軍祭酒東萊人王恢也遭汝南周氏的周顗侮辱，於是就與周玘陰謀誅殺當權僑姓士族，圖改以周玘及戴淵聯同江南士族取代。王恢暗中聯結一批移到淮泗一帶由夏鐵領導的流人集團，想以他們於當地起兵，自己就與周玘就於三吳一同起兵響應。至建興元年（313年），夏鐵已經糾集了數百人，卻遭臨淮太守蔡豹消滅。王恢知夏鐵被殺，擔心他之前的行動會被揭露而獲罪，於是投奔周玘。周玘殺害了王恢並將屍首在豬圈中埋掉。可是司馬睿還是知道了這事，卻秘而不宣，反召周玘為鎮東司馬，周玘還未到又改其為建武將軍、南郡太守，周玘在往南郡途中路經蕪湖，司馬睿此時又下書稱許周玘，以其為軍諮祭酒，進爵為烏程縣公。周玘忿恨他短時間內被調了三次職，更知他與王恢的圖謀已經被司馬睿知道了，於是憂憤下背疽發作去世了，享年五十六歲。朝廷追贈他輔國將軍，諡號忠烈。
周玘臨終前對兒子周勰說：「殺我者諸傖子，能復之，乃吾子也。」至死仍深恨僑姓士族，這句遺言亦令周勰日後起兵為父復仇。

## 家庭

### 兄弟
- 周靖，早卒
- 周札，官至右將軍，他反對周勰殺僑姓士族復仇，王敦之亂時開由他守衞的石頭城迎王敦，但為王敦所殺。

### 子
- 周勰，嗣爵，因父命而圖起兵，然而失敗，東晉朝廷亦因其宗族之故而不作深究。官至臨淮太守。
- 周彝，丞相掾，早卒。